# Xã Sacred Heart, Quận Renville, Minnesota
Xã Sacred Heart (tiếng Anh: Sacred Heart Township) là một xã thuộc quận Renville, tiểu bang Minnesota, Hoa Kỳ. Năm 2010, dân số của xã này là 270 người.